# Тарапака (регион)
Регион Тарапака (шп. Región de Tarapacá) један је од 16 региона Чилеа. Чине га провинције Икике и Тамаругал.